# Franco Moschini
Franco Moschini (Macerata, 10 giugno 1934 – Tolentino, 14 luglio 2025) è stato un imprenditore italiano, presidente, amministratore delegato e azionista di Moschini SpA, del ramo austriaco dell'azienda Gebrüder Thonet Vienna GmbH e del Gruppo Domina e Viavai di Ancona.

## Biografia
Nasce e trascorre la sua gioventù a Macerata; dopo gli studi, si trasferisce a Milano dove lavora all'Agip Mineraria, fino al ritorno nelle Marche, nel 1962, quando sposa Isabella Brandi, figlia di Nazareno Brandi e Clara Gabrielli, e nipote di Nazareno Gabrielli, fondatore dell'omonimo marchio.
Sempre nel 1962 è proprio il suocero, allora a capo della Nazareno Gabrielli, ad inviarlo a Torino a verificare la situazione dell'azienda torinese Poltrona Frau, all'epoca debitrice della Conceria del Chienti, società rilevata proprio dalla Nazareno Gabrielli. Franco Moschini, al quale Nazareno Brandi affida la conduzione della Poltrona Frau, decide di trasferire l'azienda a Tolentino nel 1963.
Iniziano dunque le prime grandi collaborazioni con architetti e designer, per dare nuova vita alla produzione dell'azienda. Fra tutti segneranno una svolta le collaborazioni con Gio Ponti e con Luigi Massoni. A Franco Moschini si devono anche le collaborazioni dell'azienda con Gae Aulenti, Ferdinand Porsche, Pierluigi Cerri, Marco Zanuso, Richard Meier, Renzo Piano e molti altri.
In occasione del centenario dell'azienda, anche per volontà di Franco Moschini, viene realizzato il Poltrona Frau Museum a Tolentino, con un progetto dell'architetto Michele De Lucchi.
Nel 2002 inizia ad operare con la Moschini S.p.A., sua holding di famiglia, in imprese impegnate in vari settori, tra cui biotech, aerospace, finanza, ingegneria, agricoltura innovativa, energie alternative, automotive e altre start-up.
Nel 2011 dà vita all'Associazione Culturale "Casale delle Noci" che si propone di salvaguardare, valorizzare e promuovere le competenze dell'artigianato d'eccellenza. Nel 2019, l'Associazione si trasforma nella Fondazione Design Terrae, ente del terzo settore che si occupa di sviluppo territoriale nell'alto maceratese attraverso la realizzazione attività ed eventi.
Nel 2013 rileva, sempre attraverso la Moschini Spa, il marchio Gebrüder Thonet Vienna, per rilanciarlo in chiave contemporanea ed internazionale.
La presenza di Franco Moschini nel settore dell'arredo si arricchisce nel tempo anche di altre partecipazioni societarie tra cui Venini, Zanotta e Tecno.
Nel 2014 cede la sua quota di Poltrona Frau al gruppo americano Haworth, leader mondiale nella progettazione e produzione di ambienti di lavoro flessibili, guidato dall'italiano Franco Bianchi.
Nello stesso anno crea e finanzia la Fondazione Franco Moschini con lo scopo di recuperare e rifunzionalizzare il vecchio cine-teatro Politeama Piceno di Tolentino, e ne affida il progetto all'architetto Michele de Lucchi per rinconvertirlo in un centro culturale espositivo, inaugurato nel 2017.

## Attività professionale
- Presidente di Poltrona Frau (dal 1962 al 2014)
- Presidente di Federlegno Assarredo (dal 1988 al 1992)
- Presidente del Ce.S.Ma - Centro Studi Marche (dal 1998 al 2004 a seguire Presidente emerito)
- Presidente e Amministratore delegato di Moschini S.p.A. dal 2002
- Presidente Accademia di Belle Arti di Macerata (dal 2009 al 2012)
- Presidente di Gebrüder Thonet Vienna dal 2013
- Presidente della Fondazione Franco Moschini dal 2014
- Presidente onorario della Fondazione Design Terrae ETS dal 2019

## Riconoscimenti e premi
- Cavaliere ordine al merito del lavoro – 2001
- Premio Leonardo Qualità Italia - 2005
- Premio Compasso d'oro alla carriera – 2016